# Stachyarrhena revoluta
Stachyarrhena revoluta là một loài thực vật có hoa trong họ Thiến thảo. Loài này được L.Andersson miêu tả khoa học đầu tiên năm 1994.